# Cremastus latifrons
Cremastus latifrons là một loài tò vò trong họ Ichneumonidae.